# Melittobiopsis ereunetiphila
Melittobiopsis ereunetiphila är en stekelart som beskrevs av Philip Hunter Timberlake 1926. Melittobiopsis ereunetiphila ingår i släktet Melittobiopsis och familjen finglanssteklar.
Artens utbredningsområde är Amerikanska Samoa. Inga underarter finns listade i Catalogue of Life.